# 爱德华·格莱泽
爱德华·格莱泽（英語：Edward Glaeser, 1967年5月1日—）是一位美国经济学家。

## 生平
1967年出生于美国纽约曼哈顿一个德国移民家族，获得普林斯顿大学经济学学士学位和芝加哥大学经济学博士学位。1992年加入哈佛大学担任经济学教授。

## 著作
《城市的胜利》，上海社会科学院出版社，2012年12月，ISBN 9787552001976